# Панфиловка (Первомайский район)
Панфи́ловка  (до 1948 года Ула́н-Эли́; укр. Панфіловка, крымскотат. Ulan Eli, Улан Эли) — село в Первомайском районе Республики Крым, входит в состав Сусанинского сельского поселения (согласно административно-территориальному делению Украины — Сусанинского сельского совета Автономной Республики Крым).

## Население
| 2001 | 2014 |
| ---- | ---- |
| 243  | ↘135 |

Всеукраинская перепись 2001 года показала следующее распределение по носителям языка
| Язык             | Процент |
| ---------------- | ------- |
| украинский       | 37.45   |
| русский          | 34.16   |
| крымскотатарский | 27.57   |
| другие           | 0.82    |

### Динамика численности
| - 1806 год — 18 чел. - 1864 год — 83 чел. - 1889 год — 72 чел. - 1892 год — 36 чел. - 1900 год — 73 чел. - 1915 год — 109/13 чел. | - 1926 год — 172 чел. - 1939 год — 192 чел. - 1989 год — 264 чел. - 2001 год — 243 чел. - 2009 год — 218 чел. - 2014 год — 135 чел. |

## Современное состояние
На 2016 год в Панфиловке числится 4 улицы; на 2009 год, по данным сельсовета, село занимало площадь 69,7 гектара, на которой в 84 дворах проживало 218 человек. Действуют сельский клуб, мечеть «Улан Эли Джамиси», фельдшерско-акушерский пункт. Панфиловка связана автобусным сообщением с райцентром, городами Крыма и соседними населёнными пунктами.

## География
Панфиловка — село на юге района, в степном Крыму, в верховье балки Чатырлык, высота центра села над уровнем моря — 65 м. Ближайшие населённые пункты — Ровное в 4,5 км на восток и Сусанино в 2 км на запад. Расстояние до райцентра около 36 километров (по шоссе), ближайшая железнодорожная станция — Урожайная на линии Солёное Озеро — Севастополь — примерно 51 километр. Транспортное сообщение осуществляется по региональной автодороге 35К-008 Северное — Войково (по украинской классификации — Т-01-02).

## История
Первое документальное упоминание села встречается в Камеральном Описании Крыма… 1784 года, судя по которому, в последний период Крымского ханства Оглан-Эли входил в Караул кадылык Перекопского каймаканства. После присоединения Крыма к России (8) 19 апреля 1783 года, (8) 19 февраля 1784 года, именным указом Екатерины II сенату, на территории бывшего Крымского ханства была образована Таврическая область и деревня была приписана к Евпаторийскому уезду. После павловских реформ, с 1796 по 1802 год входила в Акмечетский уезд Новороссийской губернии. По новому административному делению, после создания 8 (20) октября 1802 года Таврической губернии, Улан-Эли был включён в состав Урчукской волости Евпаторийского уезда.
По Ведомости о волостях и селениях, в Евпаторийском уезде с показанием числа дворов и душ… от 19 апреля 1806 года деревня Улан-Эли значилась пустой, татары же жительствуют по разным деревням числом 18. На военно-топографической карте генерал-майора Мухина 1817 года деревня Улан ели обозначена с 2 дворами. После реформы волостного деления 1829 года деревня, согласно «Ведомости о казённых волостях Таврической губернии 1829 года» осталась в составе Урчукской волости. На карте 1836 года в деревне 1 двор, а на карте 1842 года Улан-Эли обозначен условным знаком «малая деревня», то есть, менее 5 дворов.
В 1860-х годах, после земской реформы Александра II, деревню приписали к Абузларской волости. В «Списке населённых мест Таврической губернии по сведениям 1864 года», составленном по результатам VIII ревизии 1864 года, Улан-Эли — владельческая татарская деревня, с 4 дворами, 83 жителями и мечетью при колодцах. По обследованиям профессора А. Н. Козловского 1867 года, вода в колодцах деревни была пресная, а их глубина достигала 15—18 саженей (30— 35 м),. На трехверстовой карте Шуберта 1865 года в деревне Улан-Эли те же 4 двора. Согласно «Памятной книжке Таврической губернии за 1867 год», деревня была покинута жителями в 1860—1864 годах, в результате эмиграции крымских татар, особенно массовой после Крымской войны 1853—1856 годов, в Турцию и вновь заселена татарами. По «Памятной книге Таврической губернии 1889 года», по результатам Х ревизии 1887 года, в деревне Улан-Эли числилось 13 дворов и 72 жителя. Согласно «…Памятной книжке Таврической губернии на 1892 год», в деревне Улан-Эли, входившей в Асан-Аджинский участок, числилось 36 жителей в 4 домохозяйствах.
Земская реформа 1890-х годов в Евпаторийском уезде прошла после 1892 года, в результате Улан-Эли приписали к Коджанбакской волости. По «…Памятной книжке Таврической губернии на 1900 год» в деревне числилось 73 жителя в 13 дворах. По Статистическому справочнику Таврической губернии. Ч.II-я. Статистический очерк, выпуск пятый Евпаторийский уезд, 1915 год, в деревне Уллан-Эли (наследников Абийбулла-Муслядин-оглу) Коджамбакской волости Евпаторийского уезда числилось 17 дворов (все дворы безземельные) со смешанным населением в количестве 109 человек приписных жителей и 13 — «посторонних», из которых 61 мужчина и 61 женщина. Жители землёй не владели, но за селением числилось 140 десятин земли. В хозяйствах имелось 147 лошадей, 48 волов, 39 коров и 340 голов мелкого скота.
После установления в Крыму Советской власти, по постановлению Крымревкома от 8 января 1921 года № 206 «Об изменении административных границ» была упразднена волостная система и село вошло в состав Евпаторийского района Евпаторийского уезда, а в 1922 году уезды получили название округов. 11 октября 1923 года, согласно постановлению ВЦИК, в административное деление Крымской АССР были внесены изменения, в результате которых округа были отменены и произошло укрупнение районов — территорию округа включили в Евпаторийский район. Согласно Списку населённых пунктов Крымской АССР по Всесоюзной переписи 17 декабря 1926 года, в селе Улан-Эли, Аджи-Атманского сельсовета Евпаторийского района, числилось 45 дворов, все крестьянские, население составляло 172 человека, все татары, действовала татарская школа. Постановлением ВЦИК РСФСР от 30 октября 1930 года был создан Фрайдорфский еврейский национальный район (переименованный указом Президиума Верховного Совета РСФСР № 621/6 от 14 декабря 1944 года в Новосёловский) (по другим данным 15 сентября 1931 года) и Улан-Эли включили в его состав. По данным всесоюзной переписи населения 1939 года в селе проживало 192 человека.
В 1944 году, после освобождения Крыма от фашистов, согласно Постановлению ГКО № 5859 от 11 мая 1944 года, 18 мая крымские татары были депортированы в Среднюю Азию. С 25 июня 1946 года Улан-Эли в составе Крымской области РСФСР. Указом Президиума Верховного Совета РСФСР от 18 мая 1948 года, Улан-Эли переименовали в Панфиловку. 25 июля 1953 года Новоселовский район был упразднен и село включили в состав Первомайского. 26 апреля 1954 года Крымская область была передана из состава РСФСР в состав УССР. Время включения в Сусанинский сельсовет пока не установлено: на 15 июня 1960 года село уже числилось в его составе. Указом Президиума Верховного Совета УССР «Об укрупнении сельских районов Крымской области», от 30 декабря 1962 года село присоединили к Евпаторийскому району. 11 февраля 1963 года Евпаторийский район был упразднён и село включили в состав Сакского. 1 января 1965 года, указом Президиума ВС УССР «О внесении изменений в административное районирование УССР — по Крымской области», передали в состав Раздольненского района. 8 декабря 1966 года был восстановлен Первомайский район и село вернули в его состав. По данным переписи 1989 года в селе проживало 264 человек. С 12 февраля 1991 года село в восстановленной Крымской АССР, 26 февраля 1992 года переименованной в Автономную Республику Крым. С 21 марта 2014 года в составе Крыма аннексирована Россией.